# Rainer Hoppe
Rainer Hoppe (Duisburg, 26 gennaio 1962) è un ex pallanuotista tedesco, vincitore di una medaglia di bronzo alle olimpiadi di Los Angeles 1984.